# Cahier de doléances

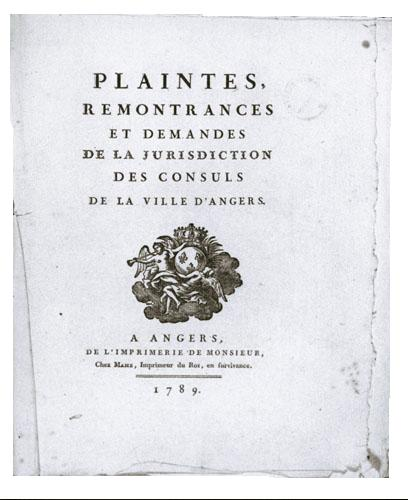
Zápisník křivd z Angers (1789).

Cahier de doléances (tj. zápisník, či sešit stížností či křivd) je ve francouzských dějinách označení pro dokument, ve kterém shromáždění odpovědná za volbu zástupců generálních stavů mohla písemně vyjádřit svá přání a své stížnosti. Toto použití sahá až do 14. století. Nejznámějšími sešity stížností však zůstávají ty z roku 1789.

## Definice
Ve Francii za ancien régime byly cahiers de doléances rejstříky, do kterých shromáždění zaznamenávala přání a žádosti. V těchto sbírkách jsou zaznamenána prohlášení a protesty adresované králi generálními nebo zemskými stavy.
Výraz se znovu objevil v roce 2018 s hnutím žlutých vest, kdy několik radnic po celé Francii zavedlo sešity stížností, aby mohly analyzovat a podávat vládě zprávy o požadavcích, nápadech a kritice účastníků tohoto hnutí.